# Бонарда
Бонарда е стар червен винен сорт грозде, произхождащ от Италия, разпространен основно в северозападния регион Пиемонт, известен още от 9 век.
Сортът е известен и с наименованията: Bonarda di Piemonte, Driola, Balsamina, Banarda di chieri, Bonarda, Bonarda a grandes grappes, Bonarda del Monferrato, Bonarda dell'astigiano, Bonarda dell'astigiano e monferrato, Bonarda di asti, Bonarda di chieri, Bonarda di Pyemont, Bonarda du Piemont, Bonarda nero.
Бонарда е разпространен сорт и в Калифорния, Аржентина, Уругвай и Бразилия.
Според ампелографите има две разновидности на Bonarda – Bonarda di Gattinara и Bonarda Novarese.
Гроздето узрява през втората половина на септември. Гроздът е среден, коничен и плътен. зърната са средно големи, закръглени, черни. Лозите са среднорастящи, дават средни добиви. Средно устойчив на гъбични заболявания.
От гроздето се правят трапезни червени вина, с леки танини и средна киселинност. Вината не са пригодни за продължително стареене.